# 小行星10645
小行星10645（10645 Brač）是一颗绕太阳运转的小行星，为主小行星带小行星。该小行星于1999年3月14日发现。

## 轨道参数
小行星10645的轨道半长轴为2.6569902 UA，离心率为0.183。